# Stora Lommetjärnet (Mo socken, Bohuslän)
Stora Lommetjärnet är en sjö i Tanums kommun i Bohuslän och ingår i Enningdalsälvens huvudavrinningsområde.